# Decarbonylierung
Als Decarbonylierung bezeichnet man eine chemische Reaktion, bei der aus einem Molekül ein Kohlenstoffmonoxid-Molekül (CO) abgespalten wird. Solche Abspaltungen von CO sind u. a. bekannt bei Ketonen, Aldehyden und Carbonylkomplexen und laufen meist radikalisch ab. Die Einleitung derartiger Reaktionen geschieht über Radikalinitiatoren, photochemisch oder thermisch. Die umgekehrte Reaktion, also die Einführung einer Carbonylgruppe, wird als Carbonylierung bezeichnet.
Es sind auch elektrophile und basenkatalysierte Decarbonylierungen bekannt.
Die Decarbonylierung von Aldehyden wird manchmal auch Deformylierung genannt.

Decarbonylierung von Oxalsäuredimethylester zu Kohlensäuredimethylester